# Умалат Ичкеринский
Умалат Ичкеринский также известен как Умалат Чунгароевский, Умалат из Алмака (чечен. Чунгаройн Ӏумалат, авар. Чачаназул Умалат; род. 1793 год, Алмак — 1877 год, Алмак) — мудир (генерал-наиб) Имамата, наиб Ауха, Салатавии, Ичкерии — в Беное. В 1859 году после сдачи Шамиля в плен заключил мир с царским командованием. Был одним из доверенных людей Шамиля. С врагами в бою был жесток. Свободно владел, родным чеченским, арабским, кумыкским и аварским языками.  По происхождению был выходцем из чеченского тайпа чунгарой.

## Биография
Родился Умалат примерно в 1793 году в семье Абдурахмана.
По одной из версии Умалат родился в сел. Харачой. Прадед Умалата был чеченец из Харайчо, чеченкой из тайпа чунгарой из с. Кишень-Аух также была одна из жен Умалата. Учитывая тот факт, что в селение Алмак три из пяти тухумов являются чеченского происхождения авар. ХорейчӀилал (харачой), авар. Чункуриял (чунгарой) и авар. Гъал-гъалал (ингушал), версия о чеченском происхождении Умалата более достоверна. Умалат получил хорошее образование для того времени, учился у известных алимов в Дагестане, в Алмаке, Чиркее, Аксае, Дылыме, Эндирее, Аргвани, Чирката.
О многочисленных ратных подвигах Умалата поведала в своем романе Мариам Ибрагимова.
В провинции Ичкери первоначально имамом был Киха из Эрсеноя; Ичкерии. Затем он был смещен, а на его место встал Умалат, ученый из Алмака. Он был красноречив, остроумен, крепкого сложения, жесткий к врагам, справедливый к народу, за что его имам и любил. Потом его отправили наибом в другое место, вместо него в Ичкерии был назначен Идиль, пользовавшийся у своего народа авторитетом, уважением за справедливость, краткость и благонравие.
Во время одного из нападения на аул пьяный наиб Ичкерии Умалат спокойно раскуривал трубку, солдаты напали на селение, угнали табуны, подожгли один из домов и убили двух мюридов. Достоверность жалобы подтвердили посланные в Ичкерию мюриды.
4 июля 1859 года чеченская депутация почетных лиц, среди которых были бывшие наибы Талхиг Шалинский, Эски Хулхулинский, Идиль Веденский, Дуба Вашиндароевский, Умалат Ичкеринский, явилась в крепость Грозную к князю Барятинскому с надеждой, что управление покоренной Чечней, как и было обещано в Прокламации, остается в руках чеченцев.